# Klepping (Adelsgeschlecht, Dortmund Nicolai)

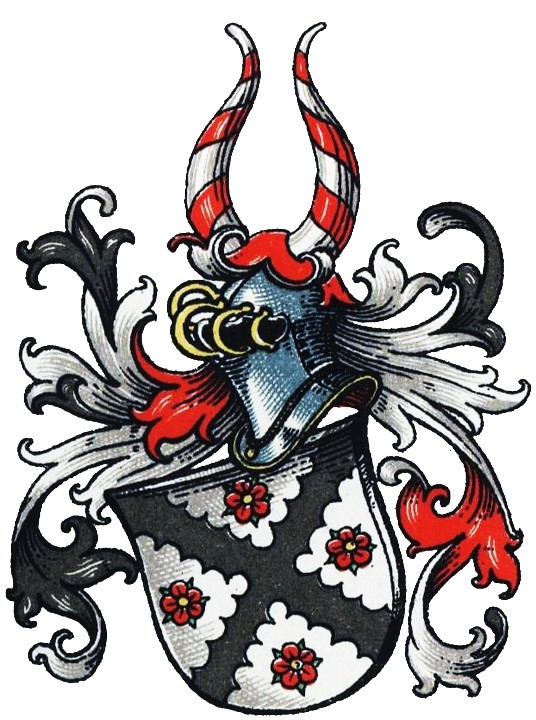
Stammwappen derer von Klepping

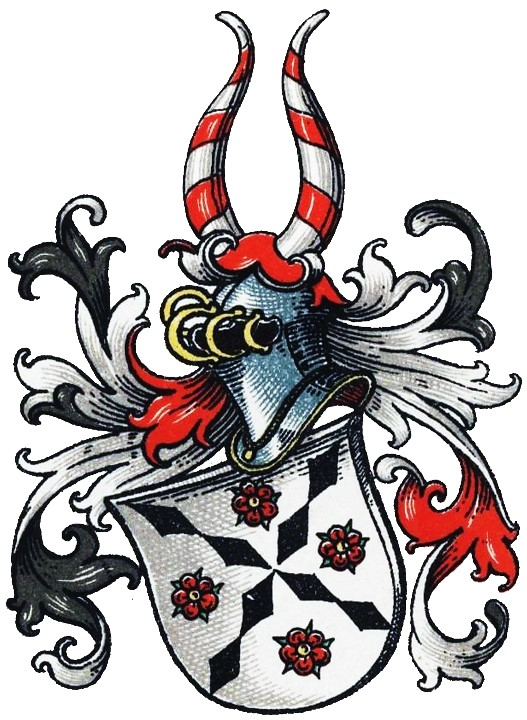
Leicht verändertes Wappen derer von Klepping

Klepping (auch: Kleppink, Clepping, Clippingk o. ä.) waren ein westfälisches, in Dortmund ansässiges Adelsgeschlecht.
Die hier behandelten Klepping sind von den gleichnamigen, ebenfalls in Dortmund ansässigen Klepping in der Pfarre St. Peter zu unterscheiden.

## Geschichte
Das hier behandelte Geschlecht hat seinen Namen von einem Hof in der Dortmunder Nicolai-Pfarre. Der Stammhof wurde später Kölnischer Hof genannt. Wie auch die Klepping in der Pfarre St. Peter stellten auch die Klepping der Nicolai-Pfarre vielfach Senatoren und Bürgermeister in der Stadt Dortmund: Ein Albert Klepping war 1429–1433 Senator und 1440 Richter in Dortmund. Ein weiterer Albert Klepping war 1440–1442 Richter und 1444–1463 Bürgermeister, ebenso wie ein dritter Albert Klepping 1565–1576 regierender Bürgermeister in Dortmund war.
Das Geschlecht erlosch im Mannesstamm am 24. August 1770 mit dem Tod von Christoph Johann von Klepping, der ebenfalls Dortmunder Bürgermeister war.

## Wappen
Blasonierung: In Silber ein schwarzes ausgezahntes Andreaskreuz, in den Winkeln begleitet von vier roten Rosen. Auf dem Helm zwei Büffelhörner mit roten Bändern spiralförmig umwunden. Die Helmdecken sind schwarz-rot-silbern.
Anton Fahne schreibt, dass das ursprüngliche Stammwappen der Familie nur das Andreaskreuz ohne Rosen darstellte. Auch behauptet er, dass die Variante, in der das Andreaskreuz durch acht Wecken gebildet wird, durch ein Missverständnis späterer Wappenmaler entstanden sein soll.